# Amtsgericht Freital
Das Amtsgericht Freital (bis 1921: Amtsgericht Döhlen) war ein Gericht der ordentlichen Gerichtsbarkeit und ein Amtsgericht in Sachsen mit Sitz in Freital-Döhlen, bis 1921 in der bis dahin selbstständigen Gemeinde Döhlen.

## Geschichte
In Döhlen bestand bis 1879 das Gerichtsamt Döhlen als Eingangsgericht. Im Rahmen der Reichsjustizgesetze wurden 1879 im Königreich Sachsen die Gerichtsämter aufgehoben und Amtsgerichte, darunter das Amtsgericht Döhlen, geschaffen. Der Gerichtssprengel umfasste Döhlen (Ober- und Unter-) mit Neudöhlen, Birkigt, Deuben, Gittersee, Großburgk mit Neuburgk und Schieferhausen, Kleinburgk, Kohlsdorf, Niederhermsdorf mit den Dolgeshäusern, Niederhäslich, Niederpesterwitz, Oberpesterwitz, Potschappel mit Leisnitz, Saalhausen, Schweinsdorf, Unterweißig, Weißig bei Döhlen, Wurgwitz mit Hammer-Wurgwitz, Zauckerode, Zschiedge sowie das Döhlener Forstrevier. Das Amtsgericht Freital war eines von 14 Amtsgerichten im Bezirk des Landgerichtes Dresden. Der Amtsgerichtsbezirk umfasste danach 22.502 Einwohner. Das Gericht hatte damals zwei Richterstellen und war ein mittelgroßes Amtsgericht im Landgerichtsbezirk. Nach der Stadtgründung 1921 wurde das Gericht in Amtsgericht Freital umbenannt. Von 1934 bis 1945 war das Gericht auch Erbgesundheitsgericht.
Mit der Verordnung zur Änderung von Gerichtsbezirken im Lande Sachsen vom 5. Mai 1951 wurden die Gerichtsbezirke in der DDR an die Landkreise angepasst. Der Sprengel des Amtsgerichts Freital war zunächst der Landkreis Dresden. Mit dem Gerichtsverfassungsgesetz vom 2. Oktober 1952 wurde das Amtsgericht Freital aufgehoben und das Kreisgericht Freital an seiner Stelle eingerichtet. Gerichtssprengel wurde der im selben Jahr neugebildete Kreis Freital.

## Gerichtsgebäude

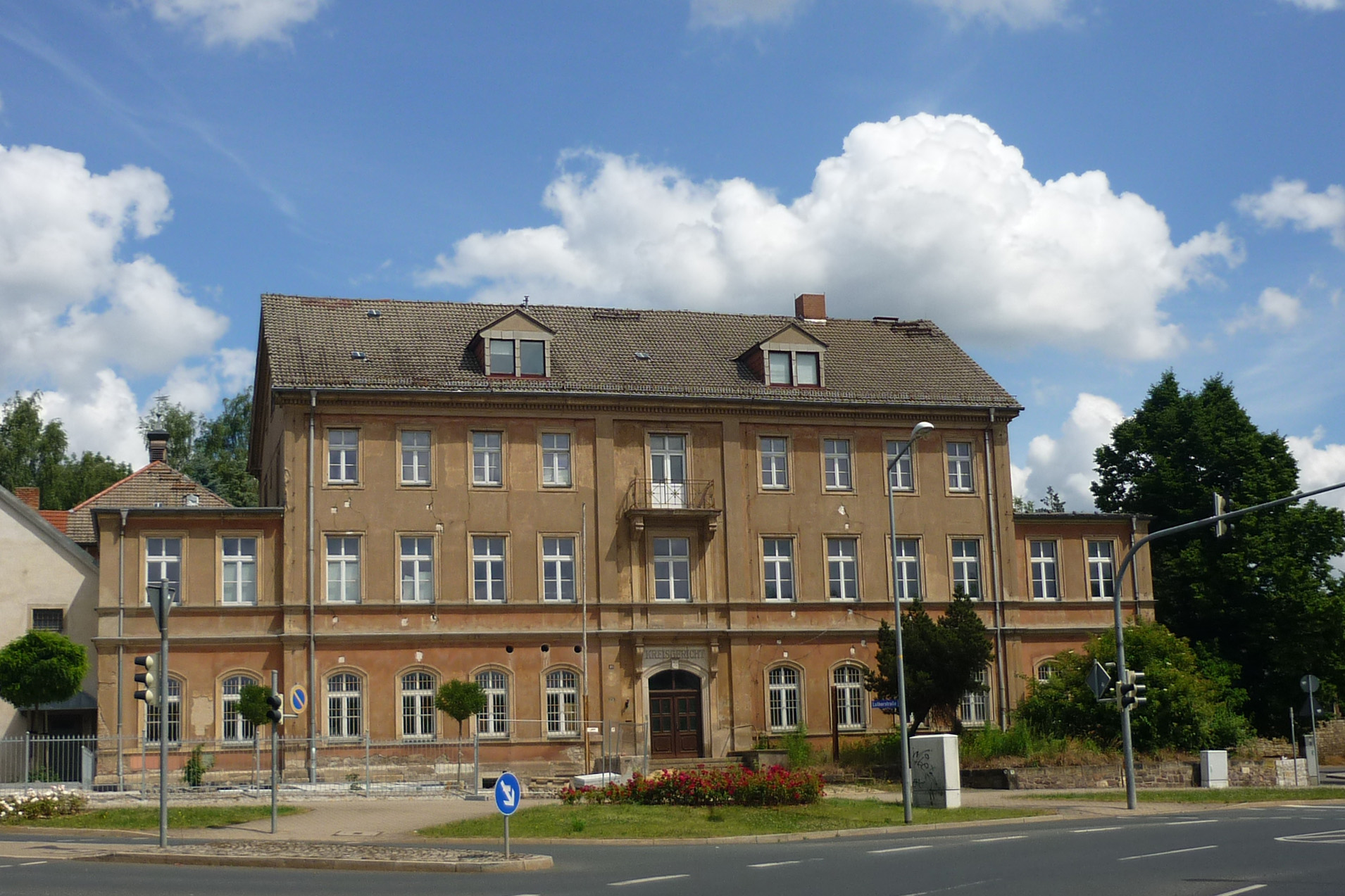
Ehem. Gerichtsgebäude (2014)

Das Amtsgericht nutzte das 1856 erbaute Gerichtsgebäude des Gerichtsamtes (Lutherstraße 24). Das ehemalige Amtsgericht, mit flachen Anbauten und frei stehendem Gefängnis, steht aufgrund seiner städtebaulichen, ortsgeschichtlichen und baugeschichtlichen Bedeutung als eines der Döhlener Kulturdenkmale unter Denkmalschutz.

## Richter
- Wilhelm Weiland (1883–1959), 1945